# L'uomo della legione
L'uomo della legione è un film del 1940 diretto da Romolo Marcellini. Venne co-prodotto con la Spagna e girata in doppia versione.

## Trama
Vicissitudini di un giovane combattente, che dopo la campagna d'Africa, dove si è distinto in numerosi combattimenti, torna a Monfalcone, dove si innamora di una giovane. Decide di partire per la guerra di Spagna per arruolarsi nelle file della Falange, rimane ferito e decide di sposare la sua fidanzata in Italia per procura.

## La critica
Francesco Callari, in Film del 27 aprile 1940 " La leggerezza e l'incompetenza con cui è stato girato L'uomo della legione, si notano fin dalla prima inquadratura. Le stranezze e le ingenuità, sono tante che è impossibile elencarle tutte. La sceneggiatura e i dialoghi sono dovuti agli stessi autori del soggetto, e sembra che costoro abbiano fatto a gara per arricchirli dei più vieti luoghi comuni, delle situazioni più balorde, dalle frasi più sciocche".